# Chery Tiggo 7
Der Chery Tiggo 7 ist ein Sport Utility Vehicle des chinesischen Automobilherstellers Chery Automobile, das über dem Tiggo 5 positioniert ist.

## 1. Generation (2016–2020)
| Sterne im C-NCAP-Crashtest (2018) |

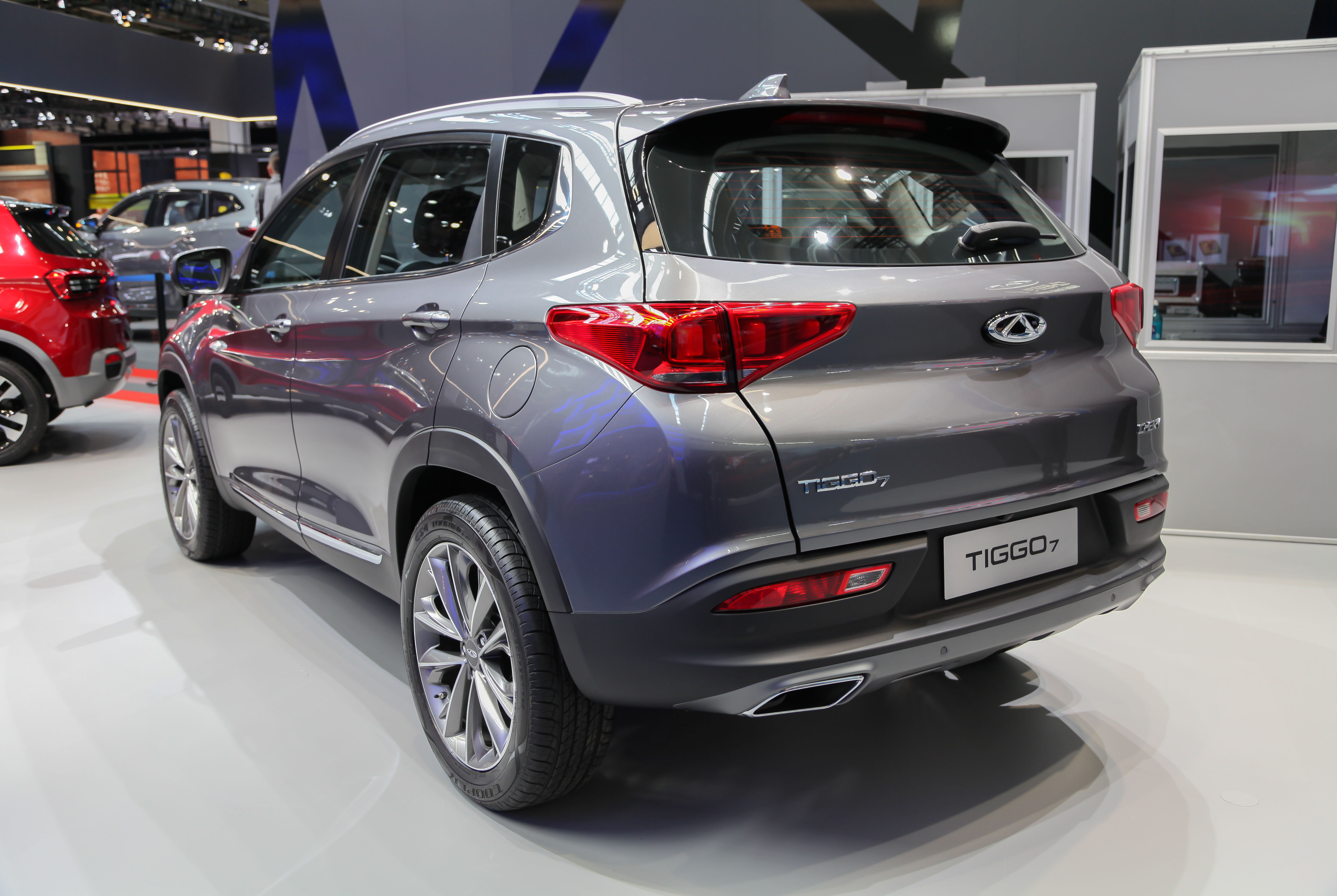
Heckansicht

Das Fahrzeug debütierte auf der Beijing Auto Show im April 2016 und kam am 12. September 2016 auf den chinesischen Markt. In Europa hatte der Tiggo 7 seine Premiere auf der IAA im September 2017 in Frankfurt am Main.
Der im Oktober 2019 eingeführte Chery Exeed LX baut auf dem Tiggo 7 auf.

### Technische Daten
Angetrieben wird das SUV entweder von einem aufgeladenen 1,5-Liter-Ottomotor oder einem 2,0-Liter-Ottomotor.
|                                            | 1.5 TCI                | 1.5 TCI                          | 1.5 TCI                          | 1.6 TGDI                         | 2.0 DVVT              |
| ------------------------------------------ | ---------------------- | -------------------------------- | -------------------------------- | -------------------------------- | --------------------- |
| Bauzeitraum                                | 09/2016–04/2017        | 09/2016–03/2020                  | 06/2019–03/2020                  | 01/2020–03/2020                  | 09/2016–09/2017       |
| Motorkenndaten                             |                        |                                  |                                  |                                  |                       |
| Motorart                                   | Ottomotor              | Ottomotor                        | Ottomotor                        | Ottomotor                        | Ottomotor             |
| Motorbauart                                | R4                     | R4                               | R4                               | R4                               | R4                    |
| Hubraum                                    | 1498 cm³               | 1498 cm³                         | 1498 cm³                         | 1598 cm³                         | 1971 cm³              |
| max. Leistung bei min−1                    | 112 kW (152 PS) / 5500 | 108 kW (147 PS) / 5500           | 115 kW (156 PS) / 5500           | 145 kW (197 PS) / 5500           | 90 kW (122 PS) / 5500 |
| max. Drehmoment bei min−1                  | 205 Nm / 2000–4000     | 210 Nm / 1750–4000               | 230 Nm / 1750–4000               | 290 Nm / 2000–4000               | 182 Nm / 4500         |
| Kraftübertragung                           |                        |                                  |                                  |                                  |                       |
| Antrieb                                    | Vorderradantrieb       | Vorderradantrieb                 | Vorderradantrieb                 | Vorderradantrieb                 | Vorderradantrieb      |
| Getriebe, serienmäßig                      | 6-Gang-Schaltgetriebe  | 6-Gang-Schaltgetriebe            | 6-Gang-Schaltgetriebe            | 7-Stufen-Doppelkupplungsgetriebe | Stufenloses Getriebe  |
| Getriebe, optional                         | —                      | 6-Stufen-Doppelkupplungsgetriebe | 6-Stufen-Doppelkupplungsgetriebe | —                                | —                     |
| Messwerte                                  |                        |                                  |                                  |                                  |                       |
| Höchstgeschwindigkeit                      | 185 km/h               | 185 km/h                         | 185 km/h                         | 200 km/h                         | 170 km/h              |
| Beschleunigung, 0–100 km/h                 | 10,5 s                 | 10,2 s                           | 10,2 s                           | 8,3 s                            |                       |
| Kraftstoffverbrauch auf 100 km, kombiniert | 6,7 l Super            | 6,3 l Super                      | 6,9 l Super                      | 6,9 l Super                      | 7,4 l Super           |
| Tankinhalt                                 | 57 l                   | 57 l                             | 51 l                             |                                  | 57 l                  |

## 2. Generation (seit 2020)

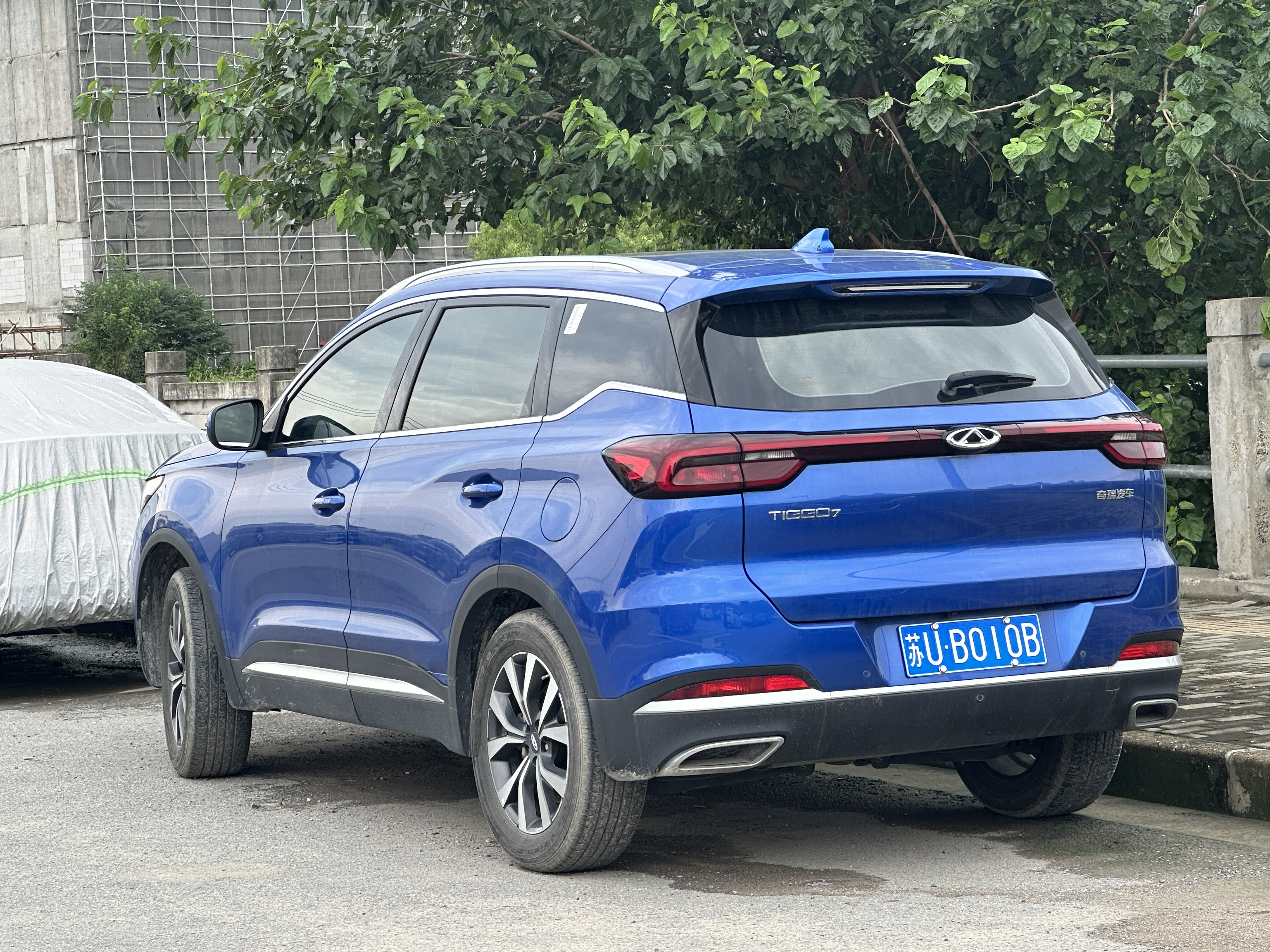
Heckansicht

Die zweite Generation der Baureihe debütierte auf der Guangzhou Auto Show im November 2019 und wurde im März 2020 auf dem chinesischen Markt eingeführt. Weitere Märkte wie beispielsweise Russland, Brasilien oder Malaysia folgten später. Eine überarbeitete Version der Baureihe kam im Mai 2024 in den Handel.

### Sicherheit
Im Sommer 2025 wurde der Tiggo 7 vom Euro NCAP auf die Fahrzeugsicherheit getestet. Er erhielt vier von fünf möglichen Sternen. Zur Abwertung führte ein Ausfall des Vorhangairbags.

### Technische Daten
Antriebsseitig steht für das SUV in China entweder ein aufgeladener 1,5-Liter-Ottomotor mit 115 kW (156 PS) oder ein aufgeladener 1,6-Liter-Ottomotor mit 145 kW (197 PS) zur Verfügung. Ausschließlich auf Exportmärkten ist auch eine Version mit Allradantrieb erhältlich.
|                                            | 1.5T (Russland)        | 1.5T (China)           | 1.6TGDI (Russland)               | 1.6TGDI AWD (Russland)           | 1.6TGDI (China)                  |
| ------------------------------------------ | ---------------------- | ---------------------- | -------------------------------- | -------------------------------- | -------------------------------- |
| Bauzeitraum                                | 08/2020–04/2024        | seit 03/2020           | seit 04/2024                     | seit 07/2023                     | 03/2020–05/2023                  |
| Motorkenndaten                             |                        |                        |                                  |                                  |                                  |
| Motorart                                   | Ottomotor              | Ottomotor              | Ottomotor                        | Ottomotor                        | Ottomotor                        |
| Motorbauart                                | R4                     | R4                     | R4                               | R4                               | R4                               |
| Hubraum                                    | 1498 cm³               | 1498 cm³               | 1598 cm³                         | 1598 cm³                         | 1598 cm³                         |
| max. Leistung bei min−1                    | 108 kW (147 PS) / 5500 | 115 kW (156 PS) / 5500 | 110 kW (150 PS) / 5500           | 110 kW (150 PS) / 5500           | 145 kW (197 PS) / 5500           |
| max. Drehmoment bei min−1                  | 210 Nm / 1750–4000     | 230 Nm / 1750–4000     | 275 Nm / 2000–3800               | 275 Nm / 2000–3800               | 290 Nm / 2000–4000               |
| Kraftübertragung                           |                        |                        |                                  |                                  |                                  |
| Antrieb                                    | Vorderradantrieb       | Vorderradantrieb       | Vorderradantrieb                 | Allradantrieb                    | Vorderradantrieb                 |
| Getriebe, serienmäßig                      | Stufenloses Getriebe   | Stufenloses Getriebe   | 7-Stufen-Doppelkupplungsgetriebe | 7-Stufen-Doppelkupplungsgetriebe | 7-Stufen-Doppelkupplungsgetriebe |
| Getriebe, optional                         | —                      | —                      | —                                | —                                | —                                |
| Messwerte                                  |                        |                        |                                  |                                  |                                  |
| Höchstgeschwindigkeit                      | 186 km/h               | 186 km/h               | 190 km/h                         | 192 km/h                         | 200 km/h                         |
| Beschleunigung, 0–100 km/h                 | 9,8 s                  | 9,0 s                  | 9,7 s                            | 9,8 s                            | 8,3 s                            |
| Kraftstoffverbrauch auf 100 km, kombiniert | 8,2 l Super            | 6,8 l Super            | 7,7 l Super                      | 7,7 l Super                      | 6,6 l Super                      |
| Abgasnorm                                  | Euro 6                 | China VI               | Euro 6                           | Euro 6                           | China VI                         |

## Qoros Model Young
Die Automobilmarke Qoros wird mit dem Model Young ein auf dem Tiggo 7 basierendes SUV auf den Markt bringen. Den Antrieb übernimmt auch hier der aufgeladene 1,5-Liter-Ottomotor, der mit einem 6-Gang-Schaltgetriebe oder einem 6-Stufen-Doppelkupplungsgetriebe gekoppelt werden kann.

## DR F35
Der italienische Automobilhersteller DR Automobiles präsentierte im Juni 2020 mit dem DR F35 eine nahezu baugleiche Variante des SUV.